# Jack Firth (cầu thủ bóng đá)
John Firth (8 tháng 8 năm 1907 – 8 tháng 12 năm 1987) là một cầu thủ bóng đá người Anh thi đấu ở vị trí wing half hoặc Tiền đạo tầm xa cho Birmingham, Swansea Town và Bury ở Football League.